# Leroy Lita
Leroy Lita est un footballeur anglais né le 28 décembre 1984 à Kinshasa (République démocratique du Congo). Il est attaquant.

## Biographie

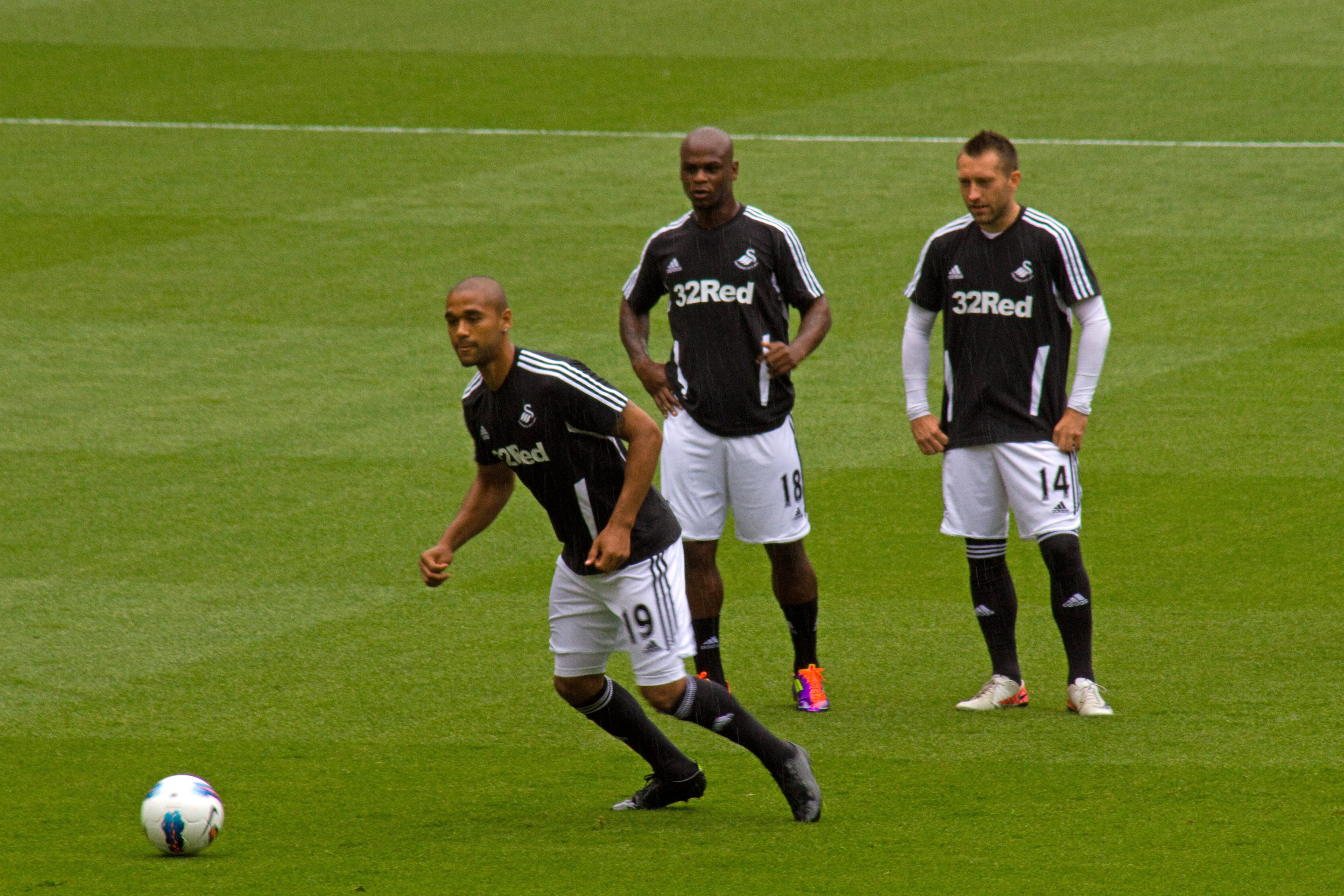

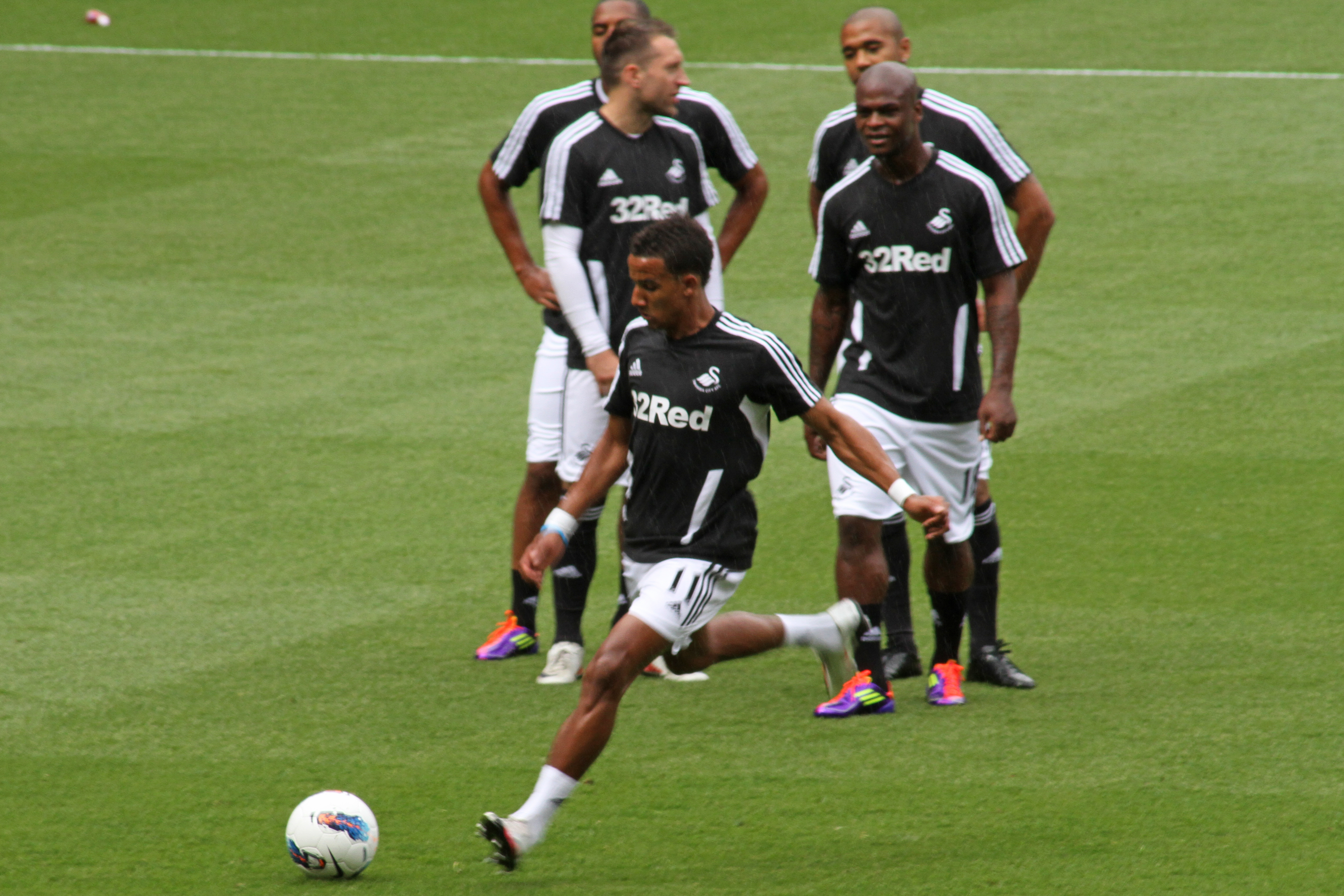

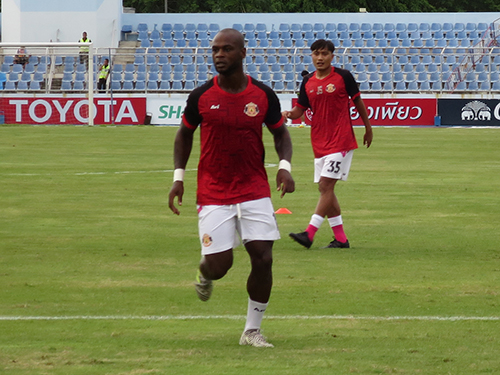
en 2017

## Carrière
- 2002-2005 :  Bristol City
- 2005-2009 :  Reading FC
  - 2008 :  Charlton (prêt)
  - 2008-2009 :  Norwich City (prêt)
- 2009-2011 :  Middlesbrough
- 2011-2014 :  Swansea City
  - 2013 :  Sheffield United (prêt)
  - 2013 :  Brighton & Hove Albion  (prêt)
- depuis 2014 :  Barnsley[1]

## Palmarès
- Champion d'Angleterre de D2 en 2006 avec Reading